# Marmota vancouverensis
La marmotta di Vancouver (Marmota vancouverensis) è riscontrabile solo nelle regioni montuose dell'Isola di Vancouver e della Nord-ovest Pacifico.

## Descrizione

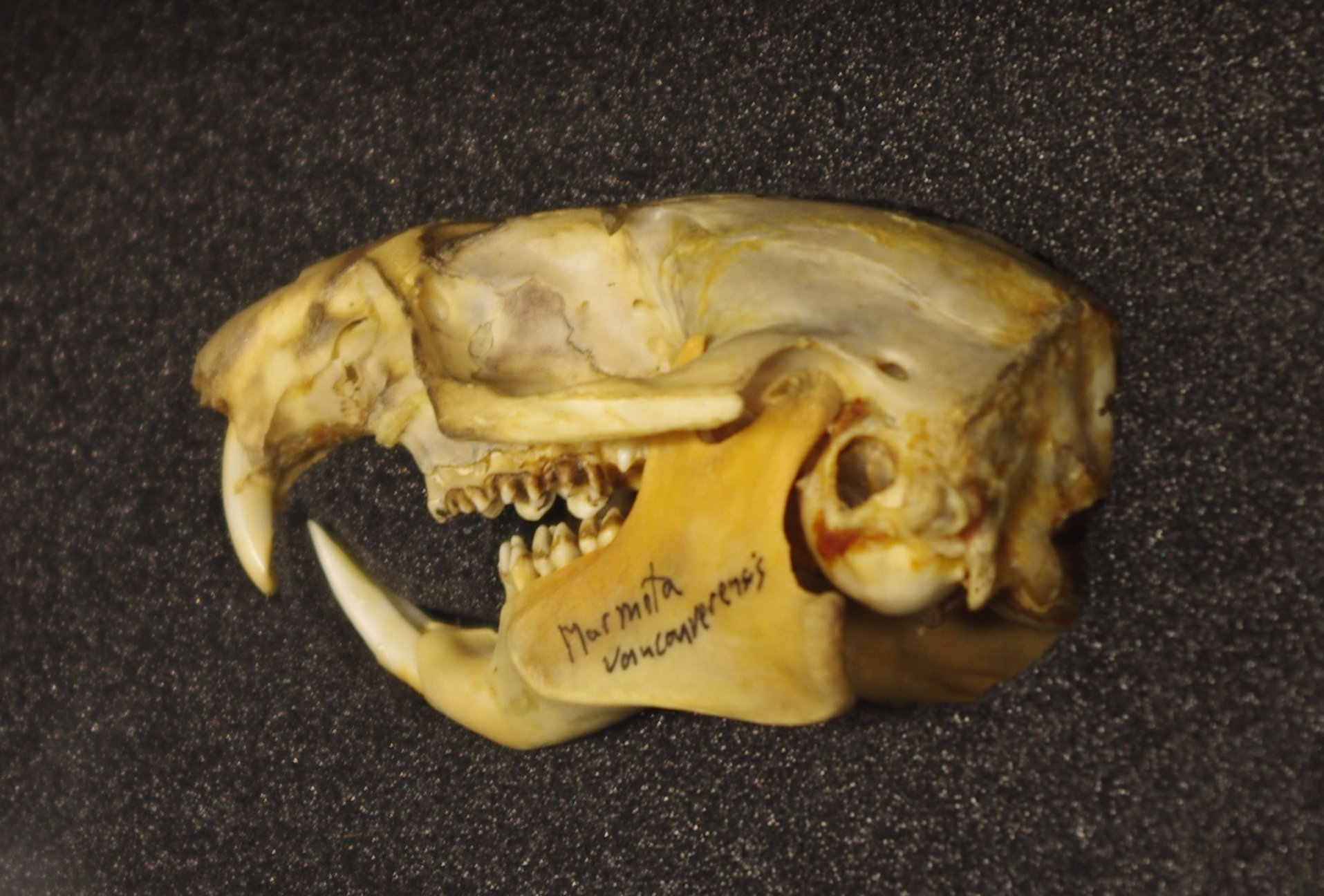
Cranio di marmotta di Vancouver

La marmotta di Vancouver può essere facilmente distinguibile da altre specie di marmotta principalmente dalla colorazione marrone-rossiccia con piccole macchie bianche. Nessun'altra specie di marmotta abita l'isola di Vancouver. Pare che questa specie di marmotta si sia evoluta rapidamente dal retrocedere del ghiacciaio circa 10.000 anni fa, raggiungendo una lunghezza di 56-70 cm e un peso che varia dai 3 kg degli esemplari femmine quando emergono dal letargo ai 7 kg dei maschi prima dell'ibernazione, le femmine prima del letargo pesano circa 4,5-5,5 kg.

## Biologia
Come tutte le marmotte, le marmotte di Vancouver vivono in gruppi e sono rigorosamente vegetariane cibandosi di più di 30 specie di piante. La durata del letargo in queste marmotte dipende dalle caratteristiche dell'habitat e dalle condizioni climatiche, nelle popolazioni selvatiche il letargo dura circa 210 giorni, generalmente da fine settembre o inizio ottobre fino a fine aprile o inizio maggio. Gli esemplari in cattività ibernano generalmente per periodi più brevi.
Queste marmotte iniziano a riprodursi generalmente verso i tre e i quattro anni, anche se sono stati osservati esemplari di due anni in grado di riprodursi. La marmotta di Vancouver si riproduce appena dopo il risveglio dall'ibernazione, la gestazione dura da 30 a 35 giorni. Le femmine hanno normalmente da tre a quattro cuccioli alla volta, le femmine con i cuccioli riemergono dal letargo normalmente verso l'inizio di luglio.

## Conservazione
Queste marmotte sono classificate come in pericolo critico. Il progetto di allevamento in cattività è in continua crescita, con 130 individui in cattività nel 2010 e 442 cuccioli nati sempre in cattività dal 2000. Alcuni individui sono stati rilasciati in natura col fine di aumentare la popolazione naturale.

## Specie imparentate
Alla luce di studi genetici si crede che le marmotte più strettamente imparentate con la marmotta di Vancouver siano la marmotta hoary (Marmota caligata) e la marmotta olimpica (Marmota olympus).